# Abdullah Gül
Abdullah Gül, född 29 oktober 1950 i Kayseri, Anatolien, Turkiet, är en turkisk politiker tillhörande Rättvise- och utvecklingspartiet (AKP) och var landets president från den 28 augusti 2007 fram till den 28 augusti 2014.
Gül var tidigare kortvarigt landets premiärminister i fem månader 2002–2003, och blev vice premiärminister och utrikesminister 2003. I april 2007 utsåg regeringen Erdoğan Gül till sin kandidat till presidentposten. Efter hårda protester från oppositionen mot hans kandidatur – protester som bland annat tog sig uttryck i bojkott av parlamentets omröstningar i presidentfrågan – drog Gül den 6 maj 2007 tillbaka sin kandidatur. Bland sekularistiska turkiska politiker uttrycktes oro för åsikter som Gül hade uttryckt som medlem av Välfärdspartiet, och det faktum att hans fru bär hijab, huvudduk, vilket av vissa ses som en symbol för politisk islam. Efter parlamentsvalet i Turkiet i juli samma år, som vanns av AKP, valdes han till president den 28 augusti 2007 och svors in samma dag.

## Uppväxt
Gül föddes i Kayseri och uppfostrades i en konservativ familjeomgivning av sin far Ahmet Hamdi, en mekaniker, och mor Adeviye. Hans familj har bott i Güllük Camii i Kayseri i ungefär hundra år. Gül är av armeniskt ursprung.

### Utbildning
Gül studerade ekonomi vid universitetet i Istanbul och skrev sin doktorsavhandling där. Under sin utbildning studerade han i två år i London och Exeter. Från 1983 till 1991 arbetade han på Islamiska utvecklingsbanken (IDB). 1991 blev Gül lektor i internationell ekonomi.

### Första steg i politiken
Gül blev involverad i högerinriktad politik under sin utbildningstid. När han studerade vid universitetet blev han medlem i det islamistisk-nationalistiska Millî Türk Talebe Birliği (Nationella turkiska studentförbundet) som var i linje med Necip Fazıls rörelse Büyük Doğu (Stora östern).
Han blev medlem av Välfärdspartiet (Refah Partisi, RP) och invaldes i Turkiets parlament 1991 och 1995. Under dessa år gjorde han uttalanden om Turkiets politiska system, grundat av Kemal Atatürk, som blev kontroversiella när han kandiderade till presidentposten 2007.
Välfärdspartiet upplöstes av Författningsdomstolen för att det bedömdes bryta mot författningen. Gül omvaldes till parlamentet 1999 som medlem av det efterföljande partiet Fazilet Partisi (FP, "Dygdpartiet") som senare även det upplöstes av Författningsdomstolen. Han var en av grundarna av Rättvise- och utvecklingspartiet (Adalet ve Kalkınma Partisi AKP), och valdes åter till parlamentet för detta parti 2002.

## Premiärminister
Efter att AKP blev största parti i parlamentsvalet 2002 utsågs Gül till premiärminister, eftersom partiledaren Recep Tayyip Erdoğan inte kunde bli det då han var förbjuden att verka politiskt. Efter att Güls regering hade fått igenom lagstiftning för att tillåta Erdoğan att återvända till politiken tog Erdoğan över som premiärminister den 14 mars 2003. Gül utsågs till vice premiärminister och utrikesminister.

## Utrikesminister

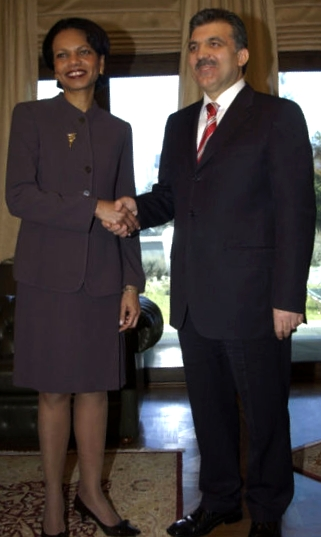
Abdullah Gül med USA:s nationella säkerhetsrådgivare Condoleezza Rice vid ett besök i Vita huset i juli 2003

Som utrikesminister var Gül mycket aktiv i förhandlingarna med EU angående ett turkiskt EU-medlemskap samt verkade för att hinder för ett framtida medlemskap skulle undanröjas. Han var också viktig i Turkiets försök att förbättra relationerna med Syrien och behålla sitt förhållande till de turkspråkiga länderna i Centralasien och Kaukasien.

## Presidentkandidatur
Premiärminister Erdoğan tillkännagav den 24 april 2007 att Gül skulle bli AKP:s kandidat i presidentvalet. Det hade tidigare spekulerats om att Erdoğan själv skulle bli partiets kandidat, vilket hade orsakat omfattande motstånd från sekularister. När oppositionspartiernas bojkott av parlamentet under valprocessen ledde till ett dödläge drog Gül formellt tillbaka sin kandidatur den 6 maj 2007.
Några dagar senare, den 11 maj, då Turkiets konstitution hade ändrats för att införa direktval till presidentposten, tillkännagav Gül att han fortfarande ämnade kandidera.
Efter parlamentsvalet 2007 nominerade AKP åter Gül till sin presidentkandidat den 13 augusti. Valet hölls igen i parlamentet.
Den 28 augusti 2007 blev Gül vald till president i tredje valomgången. I de första två omgångarna krävdes tvåtredjedels majoritet av parlamentsledamöter, men i den tredje omgången behövde han bara enkel majoritet. Gül svors in som president omedelbart därefter. Gül blev då landets första statschef med en bakgrund i politisk islam, sedan Kemal Atatürk grundade den sekulära staten Turkiet 1923.

## Utmärkelser
- Riddare av Serafimerorden - utnämnd av Konung Carl XVI Gustaf den 11 mars 2013, under det turkiska statsbesöket i Sverige.[13]

## Privatliv
Den 20 augusti 1980 gifte sig Abdullah Gül med Hayrünnisa Özyurt. När de gifte sig var Hayrünnisa Özyurt 15 år gammal och Abdullah Gül var 30. Paret har tre barn. Gül är ett stort fan av fotbollslaget Beşiktaş JK.